# USS Canberra (LCS-30)
«Канберра» (англ. USS Canberra (LCS-30)) — бойовий корабель прибережної зони типу «Індепенденс»
Це другий корабель у складі ВМС США з такою назвою, яку отримав на честь міста Канберра в Австралії.

## Історія створення
Корабель був замовлений 6 жовтня 2017 року, закладений 10 березня 2020 року на верфі фірми «Austal USA» у місті Мобіл. 5 червня 2021 року відбулася церемонія хрещення.